# Tamarix mascatensis
Tamarix mascatensis é uma espécie de planta com flor pertencente à família Tamaricaceae. 
A autoridade científica da espécie é Bunge, tendo sido publicada em Tentamen Gen. Tamaric. 60. 1852.

## Portugal
Trata-se de uma espécie presente no território português, nomeadamente em Portugal Continental.
Em termos de naturalidade é nativa da região atrás indicada.

## Protecção
Não se encontra protegida por legislação portuguesa ou da Comunidade Europeia.